# Renato Kehl
Renato Kehl (Limeira, 22 agosto 1889 – San Paolo, 14 agosto 1978) è stato un medico, scrittore ed eugenista brasiliano.
Tra i principali sostenitori del razzismo scientifico in Brasile all'inizio del XX secolo, sosteneva la necessità di "sbiancare" la popolazione brasiliana, attraverso «l'estinzione dei neri e delle razze che vivono nella foresta pluviale».

## Biografia
Nacque nel 1889 a Limeira, un comune nello Stato di San Paolo, pochi mesi prima dell'abolizione dell'Impero del Brasile. Di origine tedesca, era figlio di Joaquim Maynert Kehl e Rita de Cássia Ferraz. Si laureò alla facoltà di medicina di Rio de Janeiro nel 1915 e iniziò a lavorare presso il Dipartimento nazionale di Sanità pubblica, concentrandosi su sanità rurale, educazione e igiene.
Dalla fine degli anni venti diventò un imprenditore nel settore farmaceutico, occupando la posizione di direttore della Bayer in Brasile, una grande azienda farmaceutica tedesca che già operava in diverse parti del mondo. Il suo nome però iniziò a divenire noto per la sua dedizione, proprio dopo gli studi accademici, all'eugenetica razziale, che chiamava "la religione dell'umanità". Per lo scrittore Monteiro Lobato, con il quale mantenne una stretta amicizia e notevoli affinità intellettuali, Kehl fu considerato il "padre dell'eugenetica in Brasile", visto il suo impegno nell'organizzazione del Movimento eugenetico brasiliano. Nel 1918 fondò la Società eugenetica di San Paolo e sostenne anche la pratica della chirurgia estetica (una materia ancora agli albori) come «cura della bruttezza» - come fu intitolato un suo saggio omonimo - delle popolazioni non bianche del paese.
Nel 1932 fu eletto membro dell'Accademia nazionale di Medicina del Brasile. Fu anche membro di consigli, società e associazioni nazionali e internazionali, tra cui l'Accademia di Medicina di Lima, in Perù, l'Istituto internazionale di antropologia di Parigi e l'Associazione brasiliana della stampa. 
Nel 1945 si trasferì a San Paolo e lavorò come giornalista presso A Gazeta per più di vent'anni, scrivendo più di mille articoli, quasi ogni giorno, oltre a relazionarsi alla stampa medica argentina, peruviana e spagnola, continuando a sostenere le teorie eugenetiche. Il 30 novembre 1967 ricevette la Pergamena d'Onore dall'Accademia Nazionale di Medicina per la sua attività medico-scientifica  e, nel settembre 1968, il distintivo di membro emerito della stessa organizzazione.
Morì a San Paolo il 14 agosto 1978, all'età di 88 anni.

## Le teorie eugenetiche
Renato Kehl aderì alle idee razziste formulate nell'Ottocento dall'antropologo e biologo britannico Francis Galton, il fondatore della dottrina eugenetica moderna, che gli permisero di dedicare la sua intera carriera all'organizzazione del Movimento eugenetico brasiliano, soprattutto tra gli anni dieci e trenta, periodo in cui le teorie razziali e le discussioni sul miglioramento della razza bianca erano particolarmente in voga anche nel paese sudamericano e stavano segnando il modo di vedere della società brasiliana da parte di viaggiatori, intellettuali, scrittori e scienziati.
Alla sua Società eugenetica di San Paolo aderirono numerosi scienziati, intellettuali e medici tra cui lo stesso Lobato, Arnaldo Vieira de Carvalho, Afrânio Peixoto, Artur Neiva, Vital Brazil, Belisário Penna, Juliano Moreira. Un decennio più tardi creò il Boletim de Eugenia, un periodico che circolò tra il 1929 e il 1933 e si distinse per la promozione di misure eugenetiche tra i brasiliani. Oltre a collaborare all'organizzazione del Primo Congresso brasiliano di eugenetica del 1929 a Rio de Janeiro, fondò anche la Commissione centrale eugenetica brasiliana, il cui obiettivo era quello di assistere il governo brasiliano nelle questioni relative al miglioramento eugenetico della popolazione.

### Le opere
Tra le due guerre mondiali, Kehl pubblicò più di una dozzina di saggi sull'eugenetica, in particolare Lições de Eugenia (1929) e Sexo e civilização - aparas eugênicas (1933), opere caratterizzate dalla più stretta "eugenetica negativa", un modello eugenetico caratterizzato da visioni estreme come la sterilizzazione dei "degenerati", il "controllo coniugale" e riproduttivo della popolazione e la selezione razziale degli immigrati. Sempre negli anni trenta, mentre il Brasile passava sotto il regime militare di Getúlio Vargas, l'adesione di Kehl a questa eugenetica radicale lo portò a lodare pubblicamente la politica eugenetica nazista lanciata in Germania da Adolf Hitler.
Kehl si impegnò nella promozione dell'eugenetica in Brasile su più fronti, divenendo una figura emblematica. Il suo attivismo a favore di tale scienza, sebbene lo mise in luce, non fu in grado di produrre, in assoluto, un consenso nella comprensione delle basi e delle proposte per l’applicazione dell’eugenetica razziale nell’ambiente intellettuale brasiliano dell’epoca.

## Saggi
- Eugenia e medicina social. Rio de Janeiro: Livraria Francisco Alves, 1920.
- Melhoremos e prolonguemos a vida: a valorização eugênica do homem. Rio de Janeiro: Livraria Francisco Alves, 1923.
- A cura da fealdade. Rio de Janeiro: Livraria Francisco Alves; 1923.
- Como escolher um bom marido. Rio de Janeiro: Livraria Francisco Alves, 1924.
- Como escolher uma boa esposa. Rio de Janeiro: Livraria Francisco Alves, 1924.
- Bíblia de Saúde. Rio de Janeiro: Livraria Francisco Alves, 1926.
- Formulário de beleza – fórmulas escolhidas. Rio de Janeiro: Editora Livraria Francisco Alves, 1927.
- Lições de eugenia. Rio de Janeiro; Livraria Francisco Alves, 1929.
- Sexo e civilização: aparas eugênicas. Rio de Janeiro : Livraria Francisco Alves, 1933.
- Por que sou eugenista? 30 anos de campanha eugênica. Rio de Janeiro: Francisco Alves, 1937.
- Pais, médicos e mestres: problemas de educação e hereditariedade. Rio de Janeiro: Francisco Alves, 1939.
- Psicologia da Personalidade. Livraria Alves. Rio de Janeiro. 1959.